# Playa del Espejo (Los Alcázares)

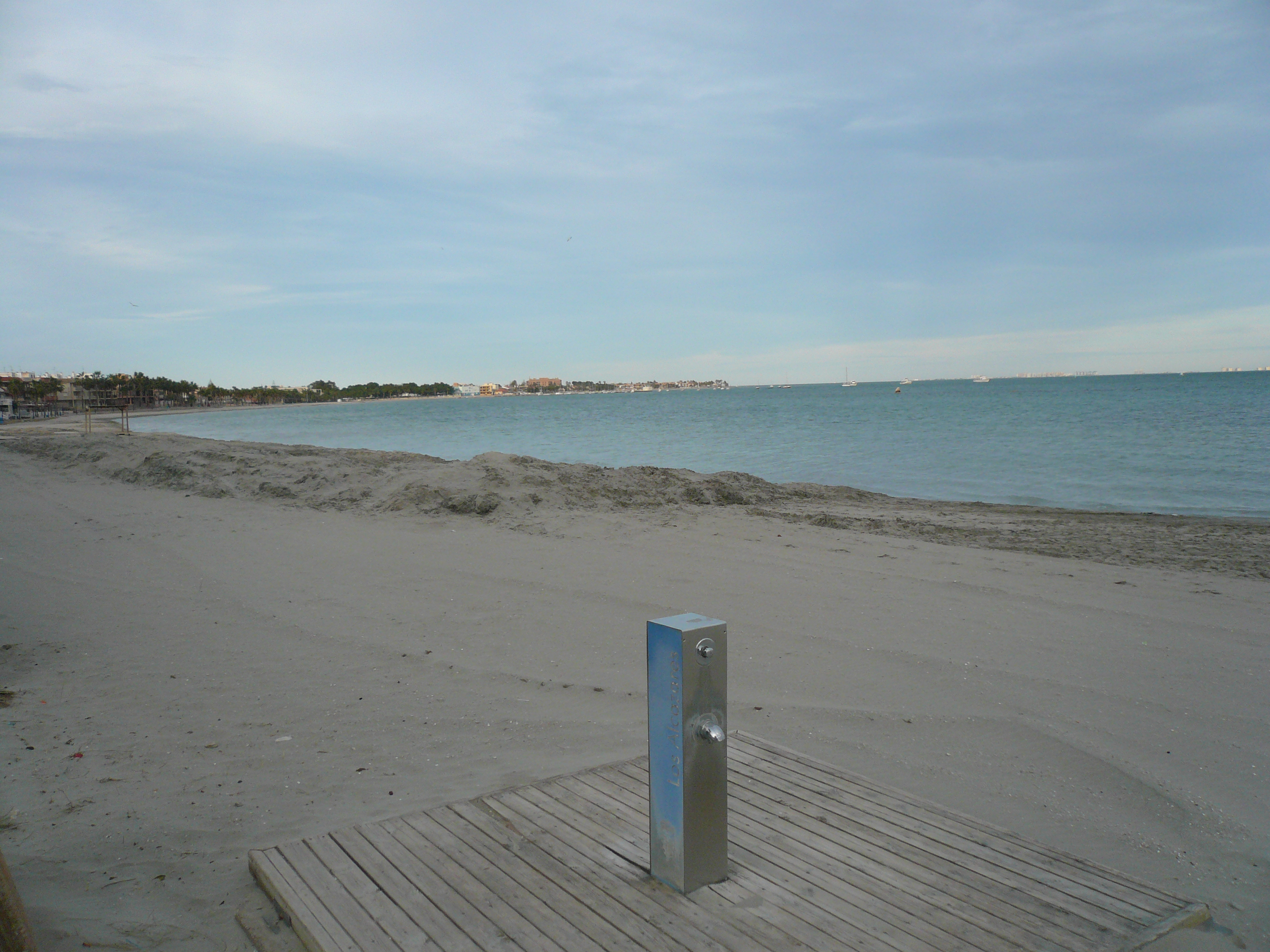
Imagen invernal de la Playa del Espejo, Los Alcazares

La playa del Espejo se encuentra en el municipio de Los Alcázares, en la Región de Murcia (España), a la orilla del Mar Menor. Es una playa urbana dotada de servicios que recibe su nombre del estado del agua en reposo al tratarse de una playa bien resguardada. Se sitúa entre la avenida del Carril de las Palmeras y la plaza de la Pescadería y en esta playa se encuentra el «Monumento al pescador».
Se extiende desde la playa de Las Palmeras hasta la playa de Manzanares.  Está franqueada por un paseo y dispone de iluminación nocturna y de espacios para el desarrollo de actividades deportivas, así como chiringuitos.